# Гавириа Трухильо, Сесар
Сесар Гавириа Трухильо (вариант транскрипции — Сесар Гавирия Трухильо; исп. César Gaviria Trujillo; род. 31 марта 1947, Перейра, департамент Рисаральда, Колумбия) — президент Колумбии с 7 августа 1990 по 7 августа 1994. Член Колумбийской либеральной партии.

## Биография
Учился в Андском университете, один год учился по программе обмена в США. Во время учёбы основал местное отделение AIESEC, в 1968 году стал руководителем AIESEC в Колумбии. В 1970 году был избран в городской совет Перейры, в 1974 году был избран в Палату представителей от Колумбийской либеральной партии. В 1975-76 был мэром Перейры. В правительстве Хулио Сесара Турбая Айялы (1978-82) был заместителем министра экономического развития. При президенте Вирхилио Барко Варгасе последовательно занимал должности министра финансов и внутренних дел. В должности министра финансов представил проекты аграрной и налоговой реформ.
Во время предвыборной кампании перед президентскими выборами 1990 года был помощником популярного кандидата от либералов Луиса Карлоса Галана до его убийства наркомафией 18 августа 1989 года. После этого Гавириа выставил свою кандидатуру на праймериз Либеральной партии и победил в них, получив 2 797 482 голосов (его ближайшие конкуренты — Эрнандо Дуран Дуссан и Эрнесто Сампер Писано — набрали 1,2 и 1 миллион голосов соответственно). На самих выборах, которые были омрачены убийством ещё двух кандидатов в президенты, Гавириа получил 2 891 808 голосов — вдвое больше, чем его ближайший конкурент, консерватор Альваро Гомес Уртадо.
В период президентства Гавирии были проведены социальные и экономические реформы; в 1991 году была принята новая конституция. В 1992 году из-за Эль-Ниньо началась засуха, что нанесло удар по сельскому хозяйству и выработке электроэнергии на ГЭС (понизился уровень водохранилищ); с целью экономии электричества в течение одного года колумбийское время было переведено на один час вперёд. В 1991 году был арестован крупнейший наркобарон Пабло Эскобар, а в декабре 1993 года он был убит в результате полицейской операции.
После окончания президентского срока Гавириа стал генеральным секретарём Организации американских государств и занимал эту должность до 2004 года. В 2005—2009 годах возглавлял Колумбийскую либеральную партию.